# Cliffs of Gallipoli
Cliffs of Gallipoli – jedyny singiel szwedzkiego zespołu Sabaton z ich czwartego albumu studyjnego The Art of War wydany 9 maja 2008 roku. Opowiada o bitwie o Gallipoli, wskazuje na jej bezsensowność. Publiczność pierwszy raz usłyszała piosenkę 31 maja 2008 roku w Essen. Stroną B singla jest Ghost Division inspirowany 7 dywizją pancerną Wermachtu i jej dowódcą, Erwinem Rommlem.